# Одзісі
Одзісі (груз. ოძისი) — село в Грузії.
За даними перепису населення 2014 року в селі проживає 513 осіб.